# 綱付山 (美馬市)
綱付山（つなつけやま）は、徳島県美馬市に位置する山である。標高1,255.8m。

## 地理
旧美馬郡穴吹町と木屋平村の境界に位置。西の八面山と東の正善山を結ぶ尾根の中間にあり、なだらかな感じのピークにある。南には中尾山―赤帽子山―丸笹山へと続く緩線が延びる。
山頂付近の北面に大きなザレが目立つ。頂上は笹薮に覆われて見晴らしはほとんどきかない。登山コースは、八面山、または東の杖立峠から縦走する。八面山からのコースは緩線付近に異常地形が続き展望のきく尾根歩きで、季節にはワラビ・ゼンマイも多い。所要時間は約1時間20分。綱付山600haは休猟区に指定されている。